# Alexis y Fido
Alexis y Fido è un duo musicale portoricano formatosi nel 2000. È costituito dai cantanti Raúl Alexis Ortíz e Joel Fido Martínez.

## Storia del gruppo
Alexis y Fido sono saliti alla ribalta col primo album in studio The Pitbulls (2005), certificato platino latino dalla Recording Industry Association of America ed entrato nella Billboard 200. Il loro secondo LP Sobrenatural ha superato la soglia delle 30 000 unità equivalenti, venendo certificato oro latino dalla RIAA.
Perreología, uscito nel marzo 2011, è stato il loro secondo disco a entrare la graduatoria LP generale statunitense; per aver superato le 30 000 unità vendute, è stato certificato oro.

## Formazione
- Raúl Alexis Ortíz – voce
- Joel Fido Martínez – voce

## Discografia

### Album in studio
- 2005 – The Pitbulls
- 2007 – Sobrenatural
- 2009 – Down to Earth
- 2011 – Perreología
- 2014 – La esencia

### EP
- 2022 – Barrio canino (Pt. 2)

### Raccolte
- 2006 – Los Reyes del Perreo

### Singoli
- 2010 – Me gustas tú (feat. Yomo)
- 2012 – Zorra en tacas
- 2015 – No me digas que no (con Divino)
- 2015 – Una en un millón
- 2016 – Esto es perreo
- 2016 – Si no tiene el swing/If It Ain't Got That Swing
- 2016 – La cómplice
- 2017 – Desobediente (con Noriel)
- 2017 – Tócate tu misma (feat. Bad Bunny)
- 2017 – 10 Chocolates
- 2017 – Me descontrola
- 2018 – Reggaeton ton (con Nacho)
- 2018 – Dale paratra
- 2019 – Calibre (feat. Casper Mágico & Nio García)
- 2020 – Mera ma (con Cauty)
- 2021 – Rutina (con Lenny Tavárez feat. Kevvo)
- 2021 – Te reto (con Yandel)
- 2021 – Them Bow (con J Álvarez, Carlitos Rossy e Carlitos Rossy feat. Jonna Torres)
- 2022 – Bumbunea
- 2022 – Igual o peor (con Cauty)
- 2022 – Bellaco (feat. Yomo)
- 2024 – Aquella noche
- 2025 – Carita triste